# Ritratto d'uomo barbuto
Il Ritratto d'uomo barbuto è un dipinto olio su tavola di Andrea Previtali conservato presso la pinacoteca del museo berlinese.

## Storia
La tavola risulta che fosse indicata nella collezione londinese di Cavendish-Bentinck, successivamente in quella Willet, passando poi a quella parigina Sedelmayer almeno fino al 1897.
L'opera entrò nel 1904 a fare parte della Collezione Simon e indicata come opera di "Maestro veneziano intorno al 1500" quindi senza attribuzione. Successivamente inserita nel catalogo del Kaiser-Friedrichs-Museum e indicata con la semplice descrizione di "Scuola veneziana intorno al 1500". L'attribuzione al pittore di Brembate di Sopra era già stata indicata dal  critico Georg Gronau nel 1899, attribuzione che fu confermata anche da altri storici dell'arte come il Berenson nel 1932, Heinemann nel 1962. 
Fu poi considerato che il ritratto fosse andato distrutto nel 1945 con il museo durante i bombardamenti di Berlino della seconda guerra mondiale. Nel 1972 fu Meyer zur Capellen a confermarne la presenza e l'attribuzione a Andrea Previtali.

## Descrizione
Il dipinto è stato realizzato dall'artista su di una tavola di legno di pioppo e ritrae un uomo dai lineamenti giovanili, sicuramente un nobile personaggio. Ben visibile è l'influenza alle opere del maestro veneziano Giovanni Bellini, ma non mancano assonanze con le opere di Lorenzo Lotto, amico del Previtali. Il dipinto è di una qualità incredibile. L'artista ne ha curato i particolari del soggetto raffigurato, dipingendo barba e capelli pelo per pelo, che rende l'opera di pregio e sicuramente realizzata dal bergamasco.